# 錢繼章
錢繼章（1605年—？），字爾斐，號菊農，浙江嘉興府嘉善縣人，明末清初文人。

## 生平
錢繼登、錢繼振之弟。錢繼章生於萬曆三十三年（1605年）。崇禎九年（1636年）丙子科浙江鄉試舉人，入清後不仕，晚年築園於東郊。其詞清爽，與曹爾堪、陳增新、魏學渠、魏允枚、孫銢同為柳洲詞派作家，康熙十三年（1674年）尚在。著有《雪堂自删集》、《玉霍亭詞》、《菊農詞》等。